# Trichosalpinx navarrensis
Trichosalpinx navarrensis là một loài thực vật có hoa trong họ Lan. Loài này được (Ames) Mora-Ret. & García Castro miêu tả khoa học đầu tiên năm 1992.